# Berkeley (Automarke)
Berkeley war eine britische Automarke.

## Unternehmensgeschichte
Das Unternehmen begann 1913 mit der Produktion von Automobilen. Der Markenname lautete Berkeley. Im gleichen Jahr endete die Produktion.

## Fahrzeuge
Das einzige Modell war der 14/18 HP. Ein Vierzylindermotor mit 75 mm Bohrung, 100 mm Hub, 1764 cm³ Hubraum und 18 PS Leistung trieb das Fahrzeug an. Der Neupreis betrug 120 Pfund.